# Estremità alare
L'estremità alare (wingtip) è la parte estrema e più distante dalla fusoliera di un'ala, opposta quindi alla radice alare. In funzione della forma dell'estremità alare, la progettazione dell'ala stessa è influenzata per le sue dimensioni e per il suo profilo alare.

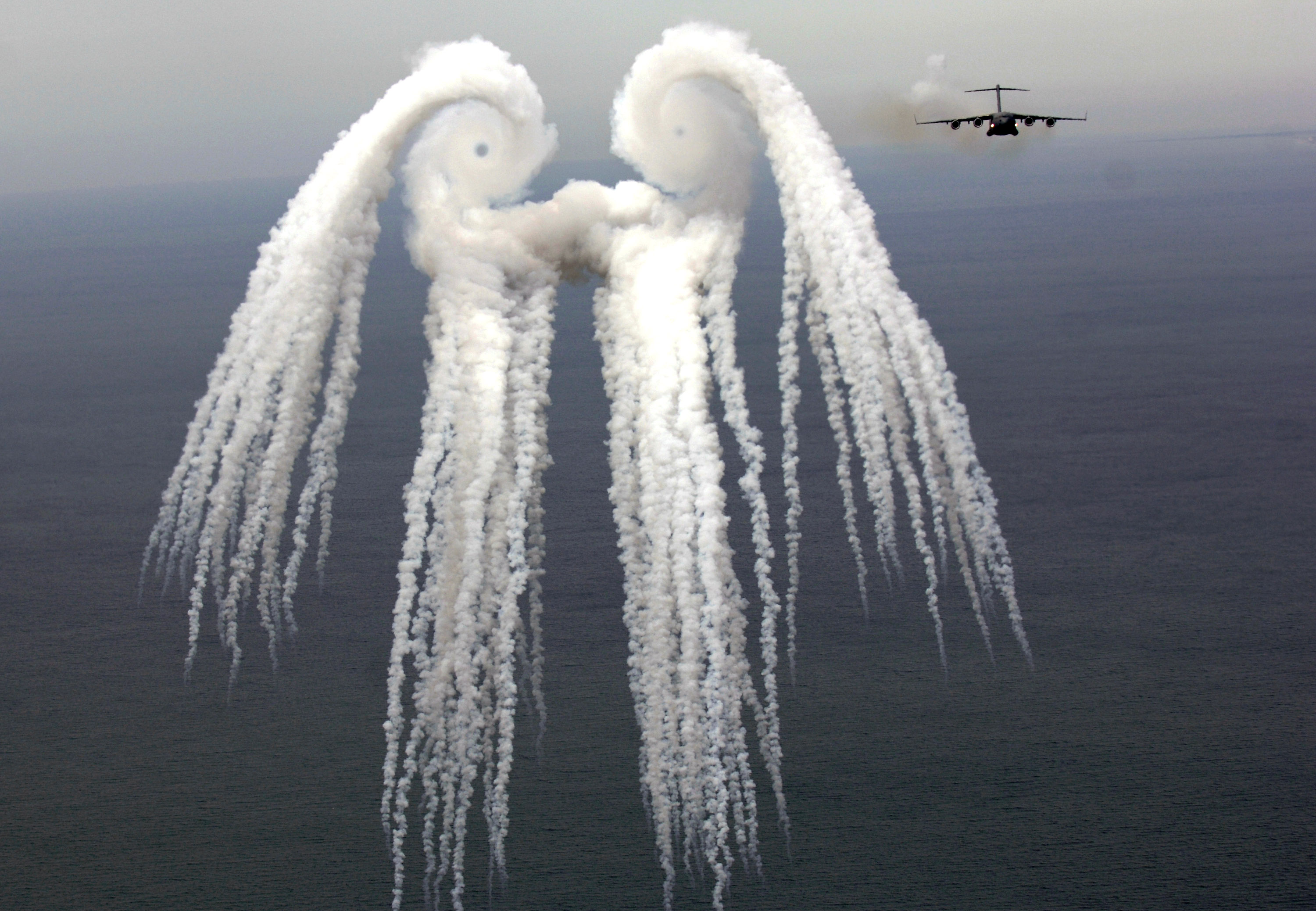
Vortici generati da un Boeing C-17 Globemaster III

Il compito principale dello studio dell'estremità dell'ala ha lo scopo di ridurre, controllare e/o modificare i vortici alle estremità che si vengono a sviluppare ogni volta che un'ala si muove in un fluido producendo una portanza. La formazione di tali vortici viene studiata considerando i campi di velocità e pressioni che esistono in prossimità delle estremità dell'ala. I vortici di estremità si generano nel momento in cui nasce la differenza di pressione tra la superficie superiore e la superficie inferiore dell'ala.  

Secondo i report N.A.C.A. sugli studi effettuati sui profili della serie 230, le ali rastremate o ellittiche risultano una scelta conveniente sui velivoli che debbano avere una migliore manovrabilità e robustezza. L'estremità dell'ala può essere più o meno elaborata in modo tale da ridurre le turbolenze e quindi le resistenze generate come la resistenza indotta.

## Forme aerodinamiche delle estremità alari
A seguito dell'evoluzione dei diversi profili, nello studio Aerodynamic Shape of the Wing Tips sull'analisi dei vortici in funzione diverse forme aerodinamiche dei bordi alari sono schematizzate in linguaggio tecnico inglese come da immagine: round edge(1), sharp edge(2) e (5), square (3), half edge.  
Per recuperare parzialmente l'energia che altrimenti andrebbe persa nel vortice di estremità alare, su alcuni tipi di ala possono essere installate delle winglet.